# Kiriłł Chalawin
Kiriłł Leonidowicz Chalawin, ros. Кирилл Леонидович Халявин (ur. 21 listopada 1990 w Kirowie) – rosyjski łyżwiarz figurowy reprezentujący Hiszpanię, startujący w parach tanecznych z Sarą Hurtado. Uczestnik igrzysk olimpijskich (2018), medalista zawodów Challenger Series, mistrz świata juniorów (2011), dwukrotny zwycięzca finału Junior Grand Prix (2009, 2010), dwukrotny mistrz Rosji juniorów (2010, 2011) oraz trzykrotny mistrz Hiszpanii (2017–2019).
W czerwcu 2017 roku Chalawin poślubił swoją byłą partnerkę sportową Ksieniję Mońko podczas ceremonii w rodzinnym Kirowie. W październiku 2020 roku na świat przyszedł ich syn Demian.

## Osiągnięcia

### Z Sarą Hurtado (Hiszpania)

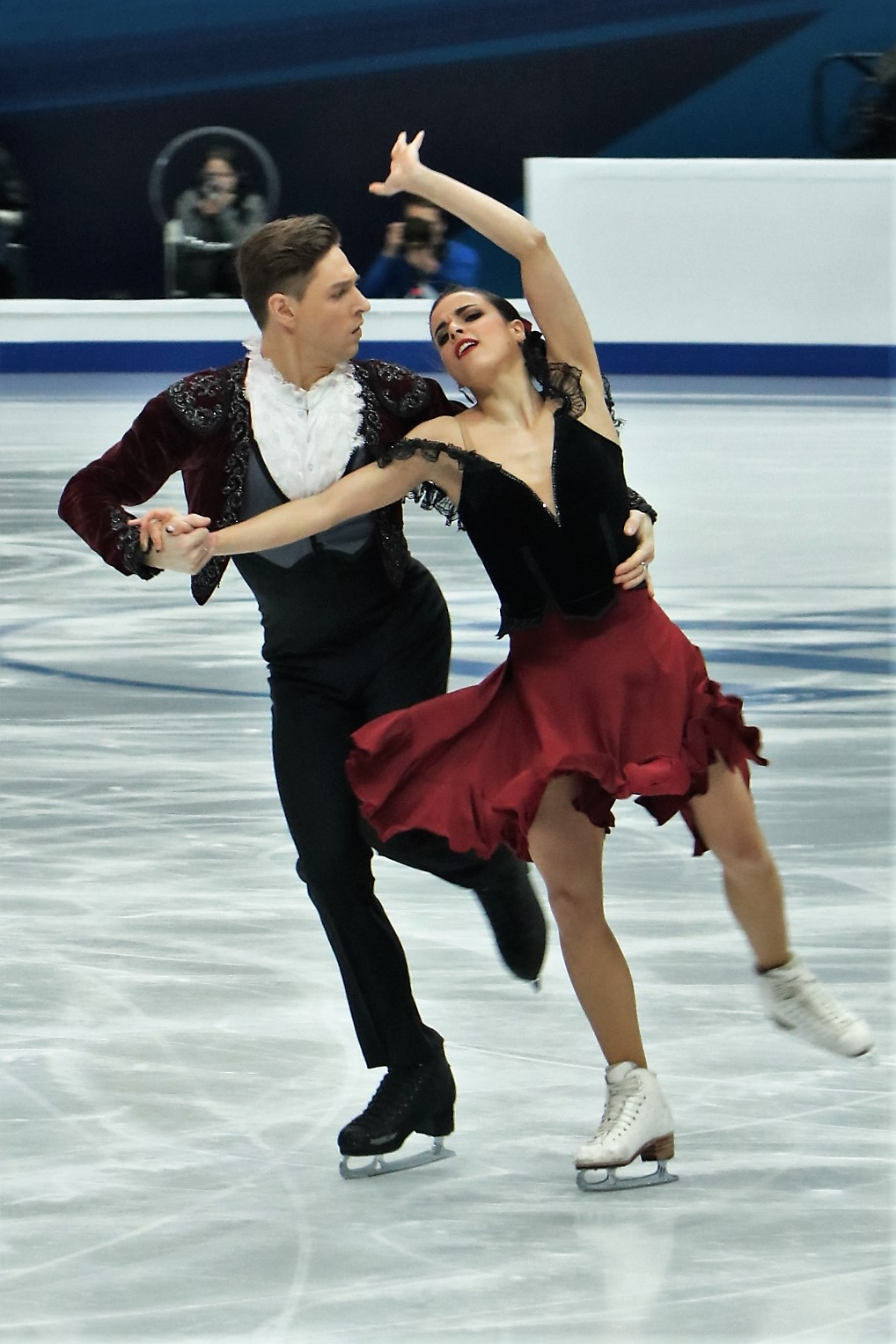
Hurtado / Chalawin na mistrzostwach Europy 2018

| Zawody                        | 16–17          | 17–18          | 18–19          | 19–20          | 20–21          | 21–22          |                |                |                |                |                |                |                |                |                |                |                |
| Międzynarodowe                | Międzynarodowe | Międzynarodowe | Międzynarodowe | Międzynarodowe | Międzynarodowe | Międzynarodowe | Międzynarodowe | Międzynarodowe | Międzynarodowe | Międzynarodowe | Międzynarodowe | Międzynarodowe | Międzynarodowe | Międzynarodowe | Międzynarodowe | Międzynarodowe | Międzynarodowe |
| ----------------------------- | -------------- | -------------- | -------------- | -------------- | -------------- | -------------- | -------------- | -------------- | -------------- | -------------- | -------------- | -------------- | -------------- | -------------- | -------------- | -------------- | -------------- |
| Igrzyska olimpijskie          |                | 12             |                |                |                |                |                |                |                |                |                |                |                |                |                |                |                |
| Mistrzostwa świata            |                |                | 12             |                | 11             |                |                |                |                |                |                |                |                |                |                |                |                |
| Mistrzostwa Europy            | 13             | 8              | 7              | 7              | C              | 6              |                |                |                |                |                |                |                |                |                |                |                |
| GP Rostelecom Cup             |                |                | 2              | 3              |                | 4              |                |                |                |                |                |                |                |                |                |                |                |
| GP Skate Canada International |                |                |                | 5              |                |                |                |                |                |                |                |                |                |                |                |                |                |
| GP Grand Prix Helsinki        |                |                | 4              |                |                |                |                |                |                |                |                |                |                |                |                |                |                |
| GP NHK Trophy                 |                |                |                |                |                | 4              |                |                |                |                |                |                |                |                |                |                |                |
| CS Finlandia Trophy           |                | 6              |                |                |                | 5              |                |                |                |                |                |                |                |                |                |                |                |
| CS Golden Spin Zagrzeb        |                | 4              |                |                |                |                |                |                |                |                |                |                |                |                |                |                |                |
| CS Lombardia Trophy           |                |                | 3              |                |                | 3              |                |                |                |                |                |                |                |                |                |                |                |
| CS Memoriał Ondreja Nepeli    |                |                |                | 2              |                |                |                |                |                |                |                |                |                |                |                |                |                |
| CS Minsk-Arena Ice Star       |                |                |                | 1              |                |                |                |                |                |                |                |                |                |                |                |                |                |
| Mentor Toruń Cup              | 2              |                |                |                |                |                |                |                |                |                |                |                |                |                |                |                |                |
| Open d’Andorra                |                | 1              |                |                |                |                |                |                |                |                |                |                |                |                |                |                |                |
| Santa Claus Cup               | 1              |                |                |                |                |                |                |                |                |                |                |                |                |                |                |                |                |
| Krajowe                       |                |                |                |                |                |                |                |                |                |                |                |                |                |                |                |                |                |
| Mistrzostwa Hiszpanii         | 1              | 1              | 1              | 2              |                | 2              |                |                |                |                |                |                |                |                |                |                |                |

### Z Ksieniją Mońko (Rosja)

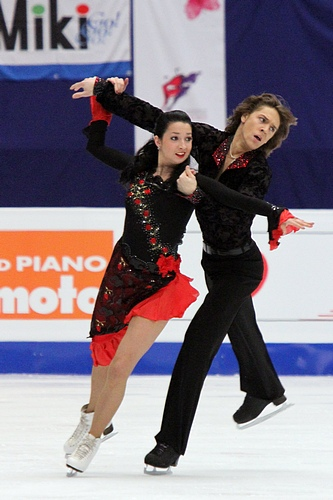
Mońko i Chalawin podczas finału Junior Grand Prix 2010

| Zawody                                | 06–07          | 07–08          | 08–09          | 09–10          | 10–11          | 11–12          | 12–13          | 13–14          | 14–15          | 15–16          |                |                |                |                |                |                |                |
| Międzynarodowe                        | Międzynarodowe | Międzynarodowe | Międzynarodowe | Międzynarodowe | Międzynarodowe | Międzynarodowe | Międzynarodowe | Międzynarodowe | Międzynarodowe | Międzynarodowe | Międzynarodowe | Międzynarodowe | Międzynarodowe | Międzynarodowe | Międzynarodowe | Międzynarodowe | Międzynarodowe |
| ------------------------------------- | -------------- | -------------- | -------------- | -------------- | -------------- | -------------- | -------------- | -------------- | -------------- | -------------- | -------------- | -------------- | -------------- | -------------- | -------------- | -------------- | -------------- |
| Mistrzostwa świata                    |                |                |                |                |                |                |                |                | 8              |                |                |                |                |                |                |                |                |
| Mistrzostwa Europy                    |                |                |                |                |                |                |                |                | 10             |                |                |                |                |                |                |                |                |
| GP Cup of China                       |                |                |                |                |                | WD             |                |                |                |                |                |                |                |                |                |                |                |
| GP NHK Trophy                         |                |                |                |                |                |                |                |                | 2              |                |                |                |                |                |                |                |                |
| GP Rostelecom Cup                     |                |                |                |                |                |                | 6              | 5              |                | WD             |                |                |                |                |                |                |                |
| GP Skate America                      |                |                |                |                |                | WD             |                |                |                |                |                |                |                |                |                |                |                |
| GP Skate Canada International         |                |                |                |                |                |                |                |                | 4              | 5              |                |                |                |                |                |                |                |
| GP Trophée Eric Bompard               |                |                |                |                |                |                |                | 6              |                |                |                |                |                |                |                |                |                |
| International Cup of Nice             |                |                |                |                |                |                | 1              | 3              |                |                |                |                |                |                |                |                |                |
| Minsk-Arena Ice Star                  |                |                |                |                |                |                |                |                | 1              | 1              |                |                |                |                |                |                |                |
| Nebelhorn Trophy                      |                |                |                |                |                |                | 4              | 2              |                |                |                |                |                |                |                |                |                |
| Zimowa uniwersjada                    |                |                |                |                |                |                |                | 6              |                |                |                |                |                |                |                |                |                |
| Międzynarodowe: Kategorie młodzieżowe |                |                |                |                |                |                |                |                |                |                |                |                |                |                |                |                |                |
| Mistrzostwa świata juniorów           |                |                |                | 3              | 1              |                |                |                |                |                |                |                |                |                |                |                |                |
| JGP Finał                             |                |                |                | 1              | 1              |                |                |                |                |                |                |                |                |                |                |                |                |
| JGP na Białorusi                      |                |                |                | 1              |                |                |                |                |                |                |                |                |                |                |                |                |                |
| JGP w Chorwacji                       |                | 3              |                |                |                |                |                |                |                |                |                |                |                |                |                |                |                |
| JGP w Czechach                        |                |                | 5              |                |                |                |                |                |                |                |                |                |                |                |                |                |                |
| JGP w Norwegii                        | 11             |                |                |                |                |                |                |                |                |                |                |                |                |                |                |                |                |
| JGP w Rumunii                         |                | 3              |                |                | 1              |                |                |                |                |                |                |                |                |                |                |                |                |
| JGP w Południowej Afryce              |                |                | 3              |                |                |                |                |                |                |                |                |                |                |                |                |                |                |
| JGP w Turcji                          |                |                |                | 1              |                |                |                |                |                |                |                |                |                |                |                |                |                |
| JGP w Wielkiej Brytanii               |                |                |                |                | 1              |                |                |                |                |                |                |                |                |                |                |                |                |
| Krajowe                               |                |                |                |                |                |                |                |                |                |                |                |                |                |                |                |                |                |
| Mistrzostwa Rosji                     |                |                |                |                |                | 5              | 4              | 5              | 2              | WD             |                |                |                |                |                |                |                |
| Mistrzostwa Rosji juniorów            | 8              | 4              | 5              | 1              | 1              |                |                |                |                |                |                |                |                |                |                |                |                |
| Zawody zespołowe                      |                |                |                |                |                |                |                |                |                |                |                |                |                |                |                |                |                |
| World Team Trophy                     |                |                |                |                |                |                | 4 T 3 P        |                |                |                |                |                |                |                |                |                |                |

## Programy
Sara Hurtado / Kiriłł Chalawin
| Sezon   | Taniec rytmiczny (RD) | Taniec dowolny (FD) |
| ------- | --- | --- |
| 2021–22 | - Blues: Partition – Beyoncé - Hip-hop: Mi Gente – Beyoncé, J Balvin, Willy William choreografia: Aykhan Shizhin, Aleksandr Żulin, Siergiej Pietuchow                            | - Since I’ve Been Loving You – Led Zeppelin - Starway To Heaven – Led Zeppelin choreografia: Aykhan Shizhin, Aleksandr Żulin, Siergiej Pietuchow |
| 2020–21 | - Fokstrot: Hello, Dolly! – Barbra Streisand - Quickstep: Hello, Dolly! – Frank Sinatra choreografia: Antonio Najarro, Siergiej Pietuchow                                        | - Orobroy – David Dorantes - Puerta del Sol – Manolo Carrasco, Ara Malikian choreografia: Antonio Najarro                                        |
| 2019–20 | - Fokstrot: Hello, Dolly! – Barbra Streisand - Quickstep: Hello, Dolly! – Frank Sinatra choreografia: Antonio Najarro, Siergiej Pietuchow                                        | - Orobroy – David Dorantes - Puerta del Sol – Manolo Carrasco, Ara Malikian choreografia: Antonio Najarro                                        |
| 2018–19 | - Tango: I’ve Seen That Face Before (Libertango) – Sharon Kovacs - Tango: Libertango – Milos Karadaglic, oryg. Astor Piazzolla choreografia: Aleksandr Żulin, Siergiej Pietuchow | - The Great Gig in the Sky – Pink Floyd - Vladimir’s Blues – Max Richter - Sign of the Times – Harry Styles choreografia: Iker Karrera           |
| Sezon   | Taniec krótki (SD) | Taniec dowolny (FD) |
| 2017–18 | - Carlos Santana medley: - Oye Como Va - Maria - Oye Como Va | - Don Kichot – Ludwig Minkus choreografia: Antonio Najarro                                                                                       |
| 2016–17 | - Térez Montcalm medley: - Blues: Sweet Dreams - Swing: Douce Lumière choreografia: Aleksandr Żulin, Siergiej Pietuchow                                                          | - Two Men in Love – The Irrepressibles choreografia: Aleksandr Żulin, Siergiej Pietuchow                                                         |